# Asclepias patens
Asclepias patens är en oleanderväxtart som beskrevs av N. E Brown. Asclepias patens ingår i släktet sidenörter, och familjen oleanderväxter. Inga underarter finns listade i Catalogue of Life.